# Jef Barzin
Jozef (Jef) Barzin (Berchem op 1 januari 1947) is deken van het dekenaat Antwerpen.

## Biografie
Hij werd tot priester gewijd op 2 juli 1971. Vanaf 1984 nam hij deel aan de Oecumenische Werkgroep Pedofilie. De werkgroep wilde "de kerken sensibiliseren voor het verschijnsel pedofilie, informatie doorgeven en vooroordelen wegnemen.” Ook wilde het een ontmoetingspunt zijn voor pedofielen “om met elkaar van gedachten te wisselen en elkaar te bemoedigen". "Allen zijn welkom die pedofilie en pedofielen beter willen leren kennen onder voorwaarde dat dit in openheid, respect en betrouwbaarheid geschiedt.”
Op 10 april 1988 werd hij pastoor van de Sint-Lambertusparochie in Antwerpen. Op 18 juni 2003 kwamen daar de parochies Sint Amandus en Sint Eligius te Antwerpen bij.
Op 1 september 2007 benoemde bisschop Paul Van den Berghe hem tot deken van het dekenaat Antwerpen waarmee hij E.H. Buelens opvolgde. In deze hoedanigheid werd hij ook lid van de Bisschopsraad. Sinds 1 november 2009 is hij ook pastoor-deken in de parochie Sint Jan Baptist (Berendrecht) en de parochies Heilig Hart en Heilige Bernadette (Deurne). Sinds 2011 is hij tevens pastoor van de parochie Sint-Rumoldus (Deurne).
In 2017 nam hij ontslag als deken van het dekenaar Antwerpen-Noord.